# Mark González
Mark González, właśc. Mark Dennis González Hoffman, znany jako (ur. 10 lipca 1984 w Durbanie w Południowej Afryce) – chilijski piłkarz grający na pozycji lewego skrzydłowego.

## Kariera
Mark González jest wychowankiem klubu Universidad Católica, nie grał w nim jednak długo. Jego talent został szybko zauważony przez skautów hiszpańskiego klubu Albacete Balompié. W lidze hiszpańskiej zdążył rozegrać jedynie jeden sezon. Po sezonie w którym został uznanym za najlepszego piłkarza Albacete, zainteresował się nim menadżer Liverpoolu Rafael Benitez. Początkowo Liverpool wypożyczył go na sezon 2005–2006 pomimo że leczył wówczas bardzo poważną kontuzję. Gonzalez nie dostał jednak pozwolenia na pracę, wymaganego w Anglii dla graczy spoza Unii Europejskiej. Mimo to w październiku 2005 Liverpool kupił go za 4,5 miliona funtów i natychmiast wypożyczył z powrotem do Albacete, aby dokończył leczenie kontuzji i ogrywał się, jednocześnie oczekując na otrzymanie pozwolenia na pracę (po odrzuceniu prośby o pozwolenie trzeba odczekać rok przed złożeniem kolejnej). W Albacete nie rozegrał już jednak żadnego spotkania. W styczniu 2006 skończyła się umowa o wypożyczeniu. Tym razem zdecydowano się wypożyczyć gracza do lipca 2006 do Realu Sociedad.
W Realu Sociedad rozegrał tylko 12 spotkań i strzelił 5 bramek, jednak w wielu imponował będąc najlepszym graczem na boisku. Szczególnie pamiętny jest jego występ przeciw Realowi Madryt, w którym swoją postawą przyćmił wszystkich na boisku, łącznie z gwiazdami „królewskich”. Strzelił wówczas piękną bramkę, która dała Sociedadowi remis 1-1. Mimo że nie rozegrał wielu spotkań, jego gra walnie się przyczyniła do pozostania Realu Sociedad w Primera División. Po sezonie zarówno Sociedad jak i inne hiszpańskie kluby były zainteresowane sprowadzeniem go, jednak piłkarz oświadczył, że jego marzeniem jest gra dla Liverpoolu, do której przygotowywał się już od roku, zwłaszcza, że Rafa Benitez widział go w składzie swojego klubu. Otrzymał także hiszpańskie obywatelstwo, dzięki czemu mógł dostać angielskie pozwolenie na pracę bez względu na inne czynniki, jak np. mecze w reprezentacji.
30 czerwca 2006 roku, po zakończeniu sezonu 2005–2006, zaledwie 21 letni zawodnik zrezygnował z gry w reprezentacji. Stało się to po kłótni między Gonzalezem a trenerem reprezentacji Chile, który odesłał go ze zgrupowania do domu.
5 lipca 2006 Mark González otrzymał pozwolenie na pracę i mógł zacząć treningi z Liverpoolem. W składzie klubu z Anfield Road zadebiutował w spotkaniu towarzyskim z Crewe Alexandra. 9 sierpnia tego roku zadebiutował w oficjalnym meczu „The Reds”, w pierwszym meczu trzeciej rundy eliminacji Ligi Mistrzów przeciwko Maccabi Hajfa. Wszedł z ławki w 85 minucie w miejsce Stevena Gerrarda i już w swoim pierwszym kontakcie z piłką, w 88 minucie, strzelił zwycięską bramkę. Liverpool wygrał mecz 2-1. Swoją pierwszą bramkę w Premier League strzelił w drugiej połowie września - otworzył wynik spotkania z Tottenhamem, wygranego przez Liverpool 3-0. Był wówczas jednym z najlepszych piłkarzy meczu. Następnie zostawał wypożyczony do Albacete Balompié oraz Realu Sociedad, a latem 2008 roku odszedł do Realu Betis. W 2009 González przeszedł do rosyjskiego CSKA Moskwa. W 2014 wrócił do Universidad Católica, a w 2016 przeszedł do Sport Recife.